# Марк Валерий Корв
Марк Валерий Корв (на латински: Marcus Valerius Corvus; * 371 пр.н.е.; † 271 пр.н.е.) e римски политик от патрицианската фамилия Валерии. Той е римски народен герой, консул през 348, 346, 343, 335, 300 и 299 пр.н.е. и диктатор 342 и 301 пр.н.е.
През 349 пр.н.е. Валерий побеждава в двубой един грамаден гал, като на помощ му се притекъл един гарван. Затова той получава допълнителното когномен Корв (Corvus, лат.: „гарван“). През 346 пр.н.е., на 23 години, той става отново консул и побеждава волските. След три години той е за трети път консул и побеждава самнитите. През 342 пр.н.е. той става диктатор. През четвъртия си консулат той превзема през 335 пр.н.е. град Калес. Два пъти през 332 и 320 пр.н.е. той води като interrex консулските избори.
На преклонна възраст, през 301 пр.н.е. е назначен за диктатор и издава закона Lex Valeria de provocatione. През 300 пр.н.е. става за пети път консул и побеждава еквите. През 299 пр.н.е. той e суфектконсул и побеждава етруските. Живее 100 години.